# SV Johannstadt 90
Der SV Johannstadt 90 ist ein im Dresdner Stadtteil Johannstadt ansässiger Sportverein, in dem hauptsächlich Frauenfußball, Mädchenfußball, Handball und Kegeln betrieben werden.

## Geschichte
Die Wurzeln des Vereins liegen in der Sektion Frauenfußball der BSG Aufbau Dresden-Ost, die 1971 ins Leben gerufen wurde. Der Verein etablierte sich als eine der stärksten Kräfte des Frauenfußballs in der DDR. In den Jahren 1979 und 1980 wurde der Verein zweimal in Folge Vizemeister.
Nach der Auflösung der DDR und der damit verbundenen Neuorganisation des Sports in Ostdeutschland wurde die Frauenfußball-Sektion als SV Johannstadt 90 neu gegründet. In der letzten Saison der Oberliga Nordost verfehlte das Team 1991 die Qualifikation für die Bundesliga und wurde in die als zweite Klasse neu geschaffene Oberliga Nordost eingereiht. Nach zwei Spielzeiten erfolgte der Abstieg.
Nach zwölf Jahren Landesliga stieg der SV Johannstadt 90 im Jahr 2005 kurz in die Bezirksliga ab. Aber schon im Jahr darauf wurde das Triple geschafft: Bezirksmeister, Bezirkspokalsieger und Hallenbezirksmeister: damit war der Wiederaufstieg gesichert. In der Folgezeit wurde der SV Johannstadt 90 zweimal Landespokalsieger und Hallenlandesmeister.
Die einzige Männermannschaft der Handball-Abteilung spielte bisher auf Bezirksliga- und Kreisliganiveau.
In der Kegel-Abteilung des Vereins gibt es fünf Teams und sechs Mannschaften aller Altersklassen.

## Erfolge
- Frauenfußball
  - Landesmeister: 2013, 2014, 2015
  - Landespokalsieger: 2007, 2008
  - Hallenlandesmeister: 2008